# Johann Friedrich Knöbel
Johann Friedrich Knöbel (Dresda, 14 giugno 1724 – Dresda, 26 settembre 1792) è stato un architetto tedesco attivo principalmente a Dresda e a Varsavia.

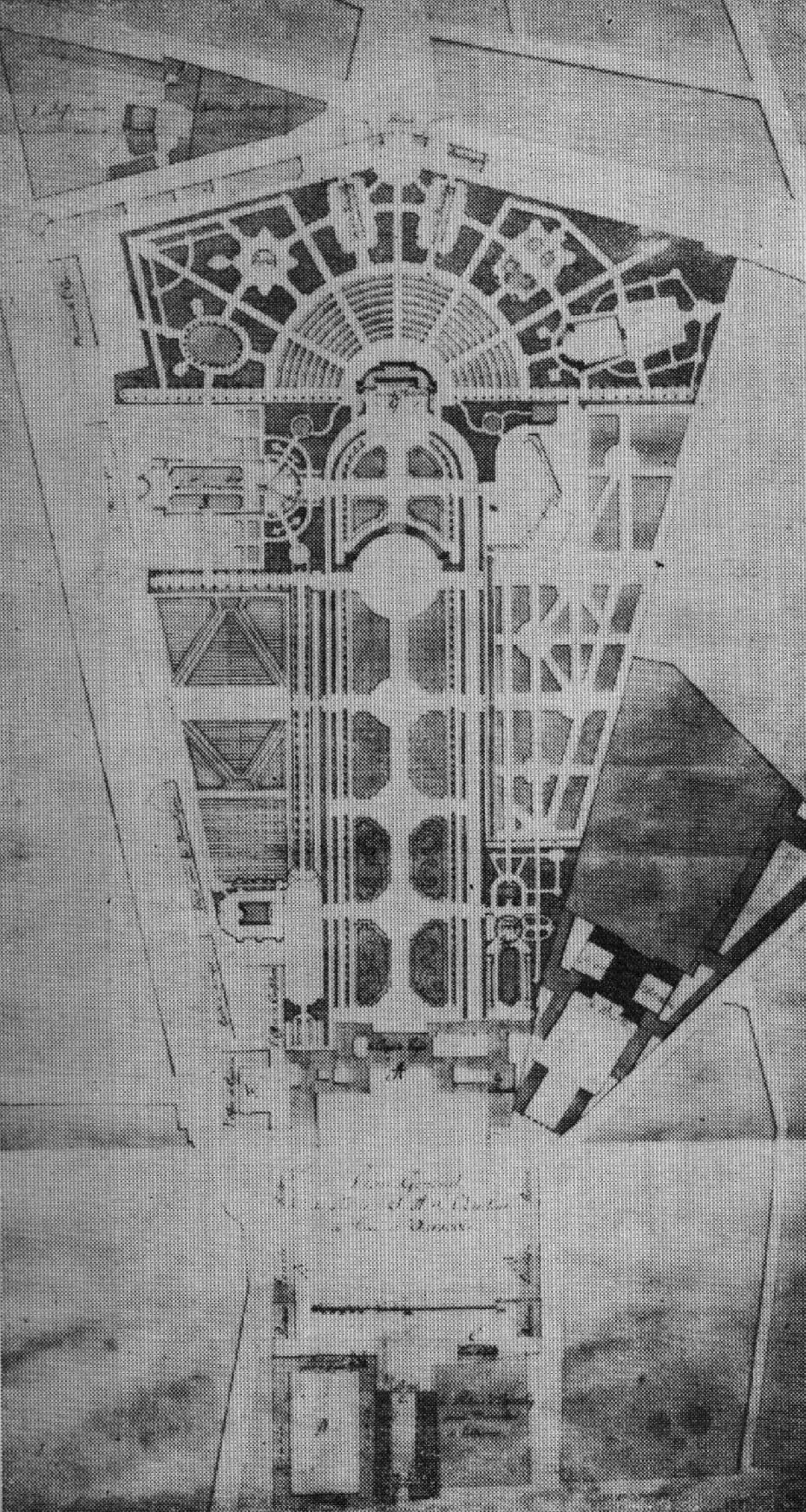
Rappresentazione del Giardino Sassone a Varsavia da Knöbel, 1763

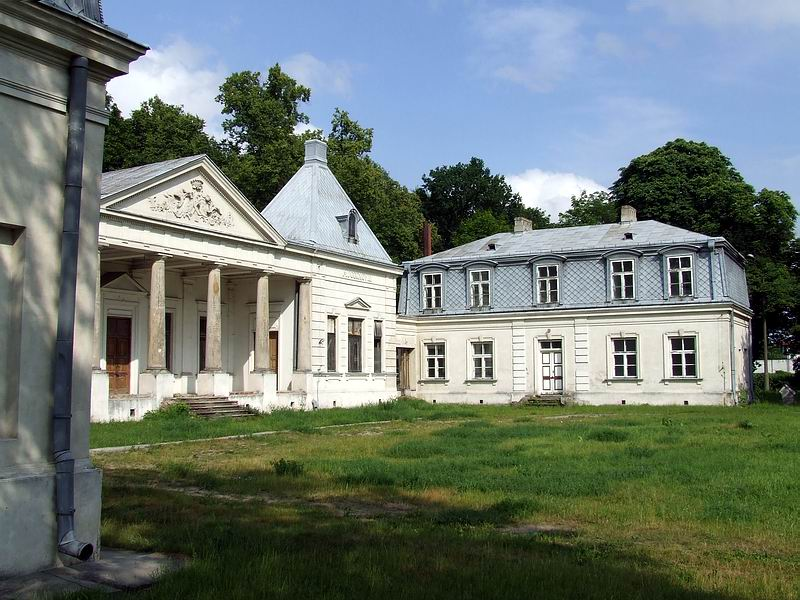
Il palazzo Brühl a Młociny vicino a Varsavia

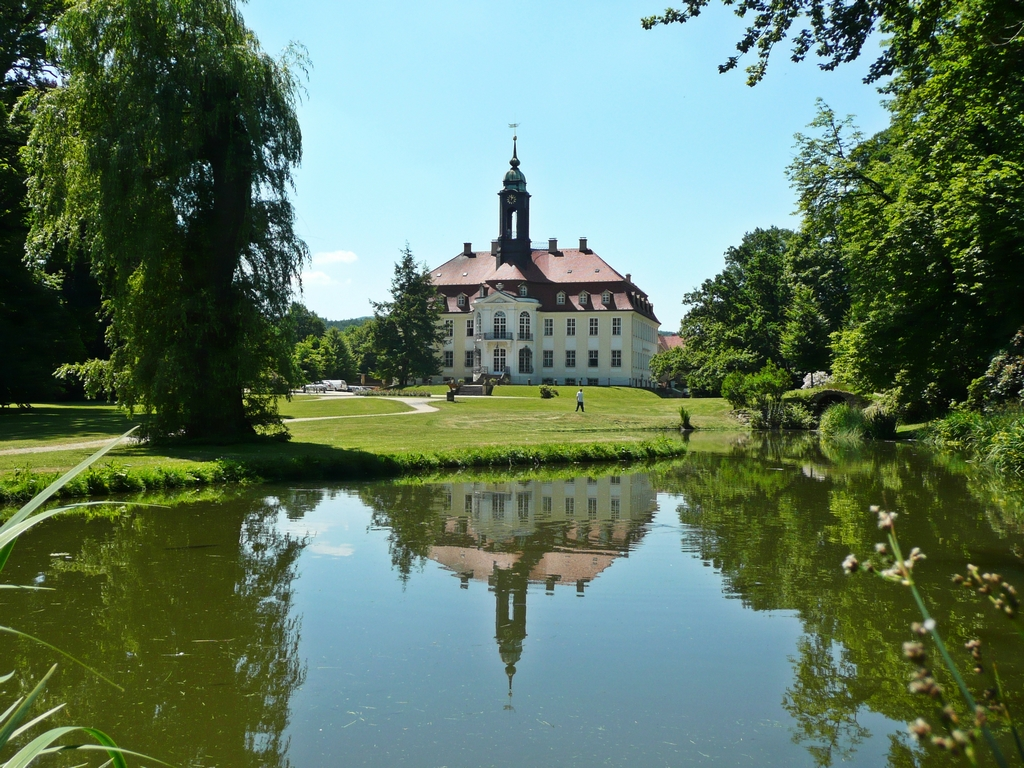
Castello Reinhardtsgrimma vicino a Dresda (costruito 1765/1767)

Era un rappresentante dello stile barocco sassone e sviluppò ulteriormente questo stile a Varsavia.

## Biografia
Knöbel nacque il 14 giugno 1724 (secondo altre fonti sarebbe nato il 10 o l'11 giugno e battezzato il 14 giugno). Suo padre era un fabbricante di pergamene. Dal 1739 fu allievo di Johann Christoph Knöffel e, in seguito, anche del francese Zacharias Longuelune. Nel 1750 ottenne l'incarico di direttore presso l'Oberbauamt di Dresda. Nello stesso periodo sposò Christiana Charlotta (chiamata Clara); suo figlio maggiore Julius Friedrich Knöbel nacque a Dresda nel 1753. La coppia ebbe altri quattro figli. Una nipote di Knöbel, Juliane Adelheid († 1844), era la moglie del pastore Martin Stephan. Suo figlio Martin Stephan (pronipote di Knöbel) emigrò nel 1838 con quello che è probabilmente fu il più grande movimento di emigrazione evangelica del XIX secolo, organizzato e guidato dall'omonimo padre. 
Nel 1753 Knöbel andò a Varsavia come capomastro. Lì inizialmente lavorò con l'allora direttore dell'autorità edile polacco-sassone a Varsavia, Joachim Daniel von Jauch. Dopo la morte di Jauch, nel 1755, prese il suo posto (anche: "Oberbauamtskonduktor") e rimase in questa posizione fino alla fine del dominio sassone in Polonia. Uno dei clienti più importanti di Knöbel fu Heinrich von Brühl, per il quale (all'inizio ancora insieme a Jauch) eseguì modifiche al palazzo di città di Brühl e costruì il palazzo rurale a Młociny. Fu anche responsabile della costruzione della chiesa Laurentius nel distretto di Varsavia di Wola. Knöbel continuò a sviluppare lo stile rococò di Knöffel in Polonia, particolarmente evidente nel lavoro per completare il castello di Grodno (costruzione della cappella) e in molti dettagli del non più esistente Palazzo Brühl a Varsavia.
Nel 1765 Knöbel tornò a Dresda. Là divenne architetto reale e capomastro; come membro della commissione per l'edilizia principale, influenzò la progettazione architettonica di molti edifici. Progettò l'edificio del Gewandhaus di Dresda insieme a Johann George Schmidt.

## Opere (selezione)
- Parco al posto dell'attuale Ulica Foksal a Varsavia
- Aggiunte al castello nuovo di Grodno (1752)
- Chiesa di San Lorenzo in Ulica Wolska 140a a Varsavia (costruzione completata nel 1755)
- Palazzo Brühl a Młociny (1752–1758)
- Ricostruzione del Palazzo Brühl a Varsavia (1754–1759)
- Castello Reinhardtsgrimma con parco all'inglese (1765-1767)
- Gewandhaus di Dresda (1768-1770)
- Costruzione del castello (non più esistente) a Berreuth